# Macroprotodon
Macroprotodon es un género de serpientes de la familia Colubridae  (orden Squamata), conocidos vulgarmente como culebras de cogulla, este género habita en los alrededores del mar Mediterráneo.
Tradicionalmente el género Macroprotodon fue considerado monoespecífico: Macroprotodon cucullatus, a lo largo del siglo XX, diferencias morfológicas (número de rangos de dorsales) establecieron la subespecie M. c. brevis para las poblaciones ibéricas y del Marruecos occidental. En base al diseño cefálico Wade (1988) describe la subespecie M. c. mauritanicus para las poblaciones del noreste de Marruecos, norte de Argelia y Túnez y para las poblaciones introducidas en las Islas Baleares.

## Especies
Recientemente Wade (2001) propone que las diferencias dentro del género son lo suficientemente significativas y coherentes morfológica y geográficamente, como para diferenciar cuatro especies:
- Macroprotodon abubakeri, Wade, 2001.
- Macroprotodon brevis, Günther, 1862.
- Macroprotodon cucullatus, Geoffroy Saint-Hilaire, 1827.
- Macroprotodon mauritanicus, Guichenot, 1850.